# Drago Benedik
Drago Benedik, slovenski zdravnik dermatovenerolog, * 6. avgust 1909, Trst, † 23. marec 1974, Ljubljana.

## Življenje in delo
Študij medicine je absolviral 1936, a je zaradi bolezni diplomiral šele 1941 na Medicinski fakulteti v Zagrebu. V letih 1941−1945 je z vmesnimi presledki služboval na internem oddelku Splošne bolnišnice v Ljubljani.
Aktivist Osvobodilne fronte je bil od 1941. Od leta 1942 do januarja 1944 je ilegalno živel na Primorskem, največ v Trstu, kjer je vodil saniteto in zdravljenje partizanov in ilegalcev. Januarja 1945 so ga ujeli domobranci, ki pa so ga zaradi zaigrane slaboumnosti oddali v umobolnico, v kateri je ostal do osvoboditve.
Maja 1945 je nastopil službo na dermatološki kliniki v Ljubljani. Specialistični izpit iz dermatovenerologije je opravil 1951. Največ je deloval na področju zatiranja spolnih bolezni in pomagal organizirati antivenerično službo v Sloveniji. Leta 1950 je vodil akcijo za zadušitev kožnih trihofitij v kočevskem in črnomeljskem okrožju. Leta 1949 je napisal brošuro Spolne bolezni